# PDS Maurice
Property Development (PDS) est un cadre légal définissant les conditions d'acquisition de biens immobiliers par les étrangers à l'ile Maurice. En effet, les étrangers ne peuvent pas légalement y devenir propriétaire d'un bien immobilier, sauf dans le cadre de projets PDS.
Le PDS fut instauré en 2015 par le gouvernement mauricien afin de remplacer les cadres Integrated Estate Scheme (IRS) et Real Estate Scheme (RES). Ce remplacement a pour objectif annoncé d'améliorer le contrôle des projets et d'harmoniser les cadres existants.
Le PDS conserve les bases légales suivantes : Investment Promotion Act de 2000, Investment Promotion Régulation de 2007, Investment Promotion Régulation de 2009 et ses amendements
,.